# 坦村
坦村（法語：Thaims，法語發音：[tɛ̃]）是法国滨海夏朗德省的一个市镇，位于该省中南部偏西，属于桑特区。

## 地理
坦村（45°37'23"N, 0°47'6"W）面积8.74 平方千米，位于法国新阿基坦大区滨海夏朗德省，该省份为法国西部滨海省份，北起旺代省，西临大西洋，南至吉倫特省，东南接多爾多涅省，东北接德塞夫勒省接壤，东临夏朗德省。
与坦村接壤的市镇（或旧市镇、城区）包括：格雷扎克、默尔萨克、蒙彼利埃德梅迪扬、圣安德烈德利东。
坦村的时区为UTC+01:00、UTC+02:00（夏令时）。

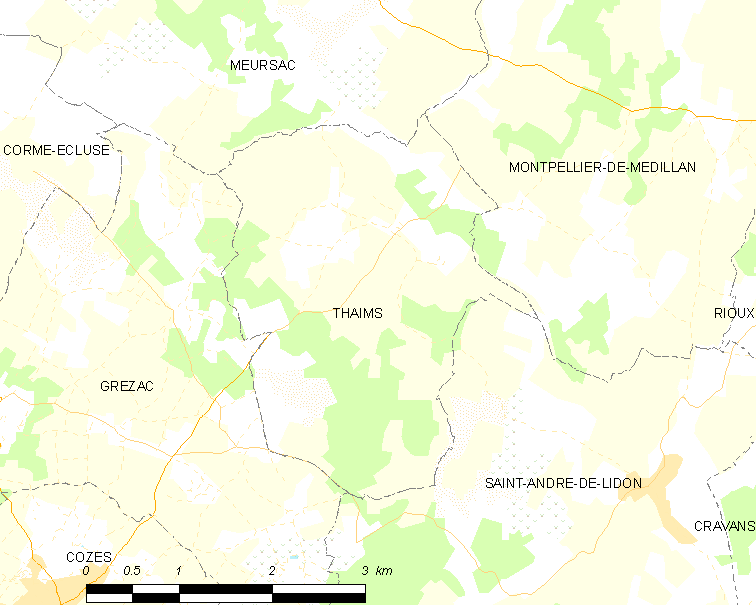
坦村的OSM定位图

## 行政
坦村的邮政编码为17120，INSEE市镇编码为17442。

## 政治
坦村所属的省级选区为桑通日-河口县。

## 人口

1962-2008年间坦村人口变化图示

坦村于2022年1月1日时的人口数量为387人。